# Megalópolis de los Grandes Lagos

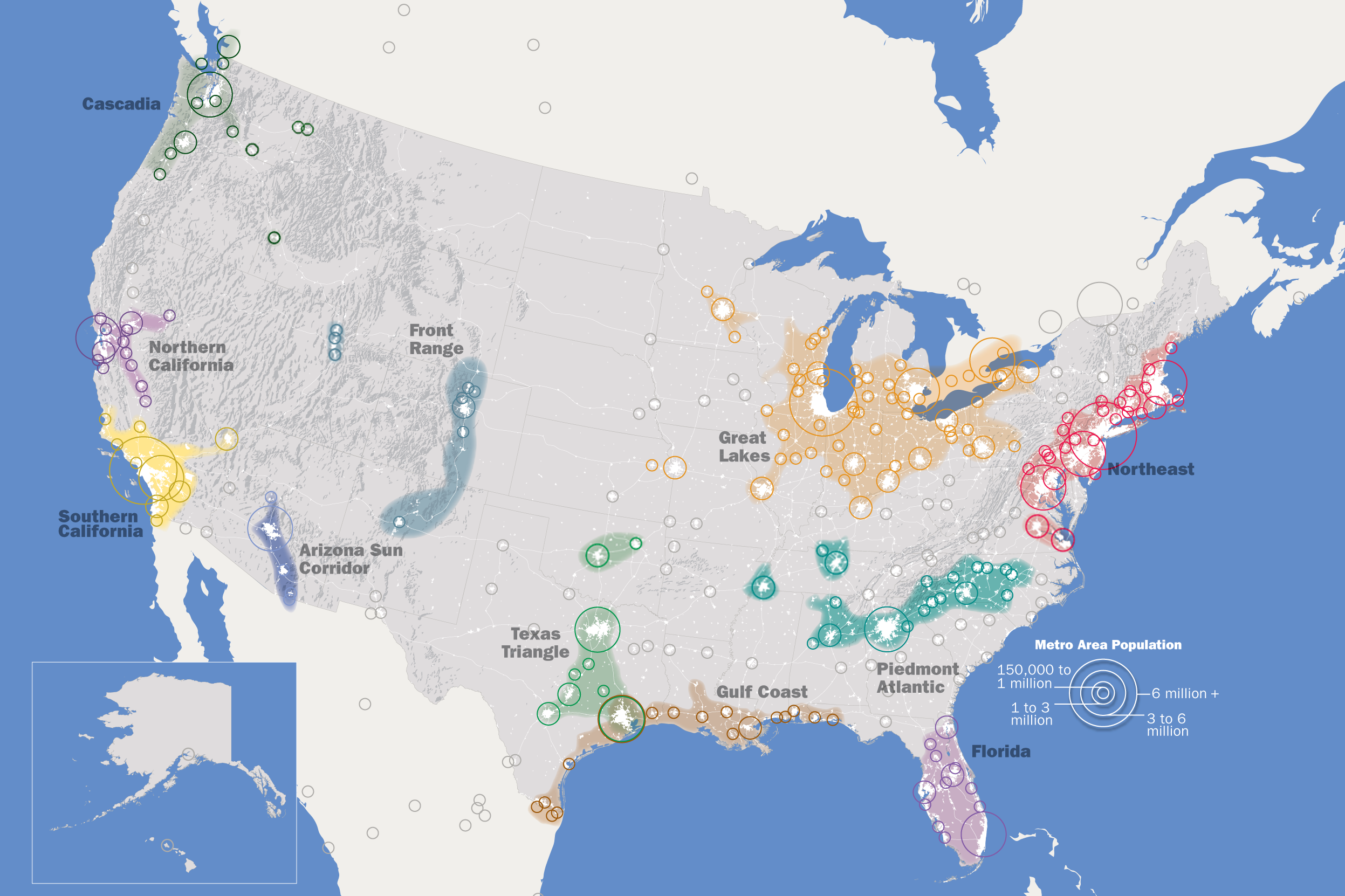
Mapa de las megalópolis de Norteamérica. Megalópolis de los Grandes Lagos en naranja.

La Megalópolis de los Grandes Lagos es un conjunto de áreas metropolitanas de Norteamérica que rodean los Grandes Lagos y la vía marítima del San Lorenzo. A grandes rasgos coincide con el Medio Oeste de Estados Unidos, el sur de Ontario en Canadá, así como grandes zonas de los estados estadounidenses de Pensilvania, Nueva York y de la provincia canadiense de Quebec. La región se extiende desde el corredor de Milwaukee-Chicago al corredor de Detroit-Toronto, e incluye Cincinnati, Cleveland, Columbus, Dayton, Akron, Erie, Fort Wayne, Grand Rapids, Indianápolis, Louisville, Ottawa, Quad Cities, Rochester y Toledo; llegando tan lejos por el este como Búfalo y Pittsburg, y hacia el oeste hasta Kansas City y el área metropolitana de Mineápolis–Saint Paul. La región tenía en 2011 una población estimada de 59 144 461 habitantes, con una proyección de alcanzar en 2025 los 65 millones.

## Historia del concepto

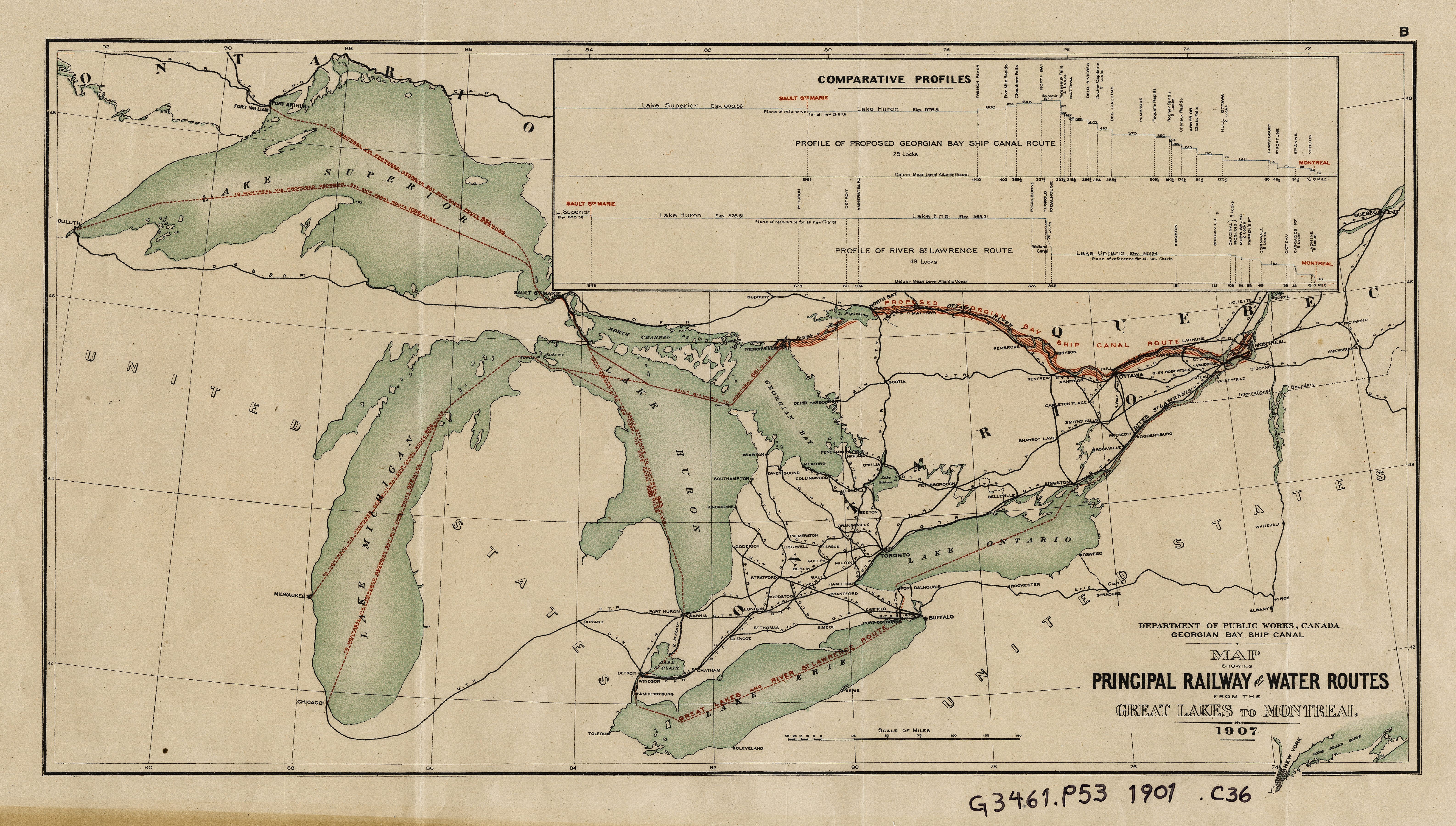
Mapa de vías férreas y rutas lacustres en zona de los Grandes Lagos, del año 1907.

La región fue parcialmente definida como una megalópolis emergente en el libro de 1961 Megalopolis: The Urbanized Northeastern Seaboard of the United States del geógrafo francés Jean Gottmann. Gottmann concibió el desarrollo de las megalópolis en los Estados Unidos: BosWash, entre Boston y Washington D. C., Chipitts, entre Chicago y Pittsburg, y SanSan, entre San Francisco y San Diego.
En 1965, Herman Kahn especuló sobre el futuro de las tres megalópolis para el año 2000, refiriéndose a sus nombres como medio-frívolos y sin mencionar a Gottmann. Durante las décadas de 1960 y 1970, el arquitecto y urbanista Constantinos Doxiadis publicó libros, estudios e informes incluyendo los referentes al potencial crecimiento de la Megalópolis de los Grandes Lagos. Doxiadis previó que Detroit sería el área urbana central de la Megalópolis de los Grandes Lagos.
La publicación del Metropolitan Institute del Virginia Tech, Beyond Megalopolis, intento de actualización del trabajo de Gottmann, definió una similar Megaregión del Medio Oeste (Midwest) como una de las diez áreas identificadas como tales en los Estados Unidos Más de 200 millones de toneladas de mercancías son transportadas a través de los Grandes Lagos. La mitad del crecimiento de la población estadounidense y dos tercios de su crecimiento económico estaba previsto que sucediera dentro de dichas megaregiones durante las próximas cuatro décadas. El proyecto América 2050 identificó once megaregiones, incluyendo de nuevo la de los Grandes Lagos. En Canadá, algunas partes de dicha región son conocidas como el Corredor Quebec-Windsor.